# 新界全日通
新界全日通（英文：New Territories Day Pass）是香港港鐵的旅遊車票，用以供遊客遊覽新界鐵路沿線，於2008年9月28日由遊客全日通取代。

## 用途
「新界全日通」可供乘客於發票當日無限次乘搭東鐵綫普通等、馬鞍山綫、西鐵綫，並可與隨附之乘車證配合使用來乘搭輕鐵、港鐵巴士及港鐵接駁巴士。車票只售予來港不多於14天並能出示有效旅遊證件證明的乘客。
乘客不可享有其他港鐵轉乘優惠。乘客來往港鐵其他綫路的車站，須使用其他有效車票繳付餘下車程的正常車費。乘客使用新界全日通於南昌站轉乘東涌綫時（或相反），不可使用轉車閘機，乘客須繞經大堂兩端轉綫。
車票並不能於羅湖站、落馬洲站及馬場站出閘或入閘，如乘客於羅湖站／落馬洲站／馬場站出閘將視作違反此車票之條款及條件，須繳付由入閘車站及至羅湖站／落馬洲站／馬場站的全程正價車費。

## 售價
「新界全日通」售價為HK$30，可於東鐵綫、馬鞍山綫和西鐵綫車站之客務中心購買。

## 設計
車票設計以綠色為主色，並以一列SP1900列車及新界沿線多個景點作背景。

## 歷史
- 2005年5月18日，九廣鐵路推出「九鐵本地線乘車證」(英文 : KCR Domestic Travel Pass)，此車票包含一張磁卡車票及一張乘車證，售價為HK$30。適用於九廣東鐵普通等[1]、馬鞍山鐵路、九廣西鐵、九廣輕鐵、新界西北的九鐵巴士[2]及東鐵接駁巴士[3]。當時亦有HK$80的「九鐵遊客套票」(英文 : KCR Tourist Pass Combo)發售，包括「九鐵羅湖線乘車證」及「九鐵本地線乘車證」各一張。兩款車票並無使用資格限制，任何人士均可購買。
- 2006年2月3日，九鐵推出「海洋公園－九廣鐵路逍遙特惠套票」，當時售價為成人HK$185／小童HK$93(包括海洋公園日間門票及「九鐵本地線乘車證」各一張，以及南昌站或紅磡站往／返海洋公園穿梭巴士券2張)；另設有淨交通套票(即不包括海洋公園日間門票)，售價為成人HK$50／小童及長者HK$25。
- 2006年4月29日，九廣鐵路推出「新渡輪（澳門）－九廣鐵路「澳門尊尚」套票」，售價為HK$280（包括新渡輪（澳門）來回澳門船票換領券各一張及「九鐵本地線乘車證」換領券一張），只於九廣東鐵[1]及馬鞍山鐵路車站發售。
- 2006年5月2日，「海洋公園－九廣鐵路逍遙特惠套票」售價調整為成人HK$198／小童HK$99，而淨交通套票售價則維持不變。
- 2006年7月9日，九廣鐵路推出「九鐵快線—迪士尼樂園本地線好玩套票」，平日售價為成人HK$325／小童HK$225，指定日子售價為成人HK$380／小童HK$265(包括香港迪士尼樂園門票及「九鐵本地線乘車證」各一張，以及上水站或錦上路站往／返香港迪士尼樂園穿梭巴士券2張）；另設有淨交通套票（即不包括香港迪士尼樂園日間門票），售價為成人HK$60／小童及長者HK$30。
- 2007年1月8日，「新渡輪（澳門）－九廣鐵路「澳門尊尚」套票」開始於各九廣西鐵車站發售。
- 2007年4月1日，「九鐵遊客套票」停止發售，而「九鐵本地線乘車證」仍然維持。
- 2007年10月1日，因應海洋公園調整入場費至成人HK$208／小童HK$103，「海洋公園－九廣鐵路逍遙特惠套票」售價調整為成人HK$221／小童HK$109，而淨交通套票售價則維持不變。
- 2007年11月1日，因應迪士尼樂園穿梭巴士停辦，「九鐵快線—迪士尼樂園本地線好玩套票」亦在當日起停止發售。
- 2007年11月26日，為配合兩鐵合併，「新渡輪（澳門）－九廣鐵路「澳門尊尚」套票」停止發售，而原有的船票換領券及乘車證換領券有效期亦分別更改為同年12月31日及11月30日。
- 2007年12月2日，為配合兩鐵合併，「九鐵本地線乘車證」由港鐵的「新界全日通」取代，而售價、發售地點及使用範圍維持不變，但改為只售予來港不多於14天並能出示有效旅遊證件證明的遊客（購買海洋公園－港鐵逍遙特惠套票則無限制使用資格）。
- 2008年9月1日，「海洋公園－港鐵逍遙特惠套票」推廣期完結，因此「新界全日通」將全面只供遊客購買。
- 2008年9月28日，因應九龍塘站、美孚站及南昌站的轉綫閘機即將被拆除，「新界全日通」及「過境來回票」已被港鐵「遊客全日通」及「遊客過境來回票」取代，「機場快綫旅遊票」擴展使用範圍至東鐵綫普通等[5]、馬鞍山綫及西鐵綫，「迪士尼綫全日通」擴展使用範圍至東鐵綫普通等[6]、馬鞍山綫及西鐵綫。然而，原本無限次乘搭輕鐵、港鐵巴士（新界西北）及港鐵接駁巴士的安排初期並無包括在內（後來無限次乘搭輕鐵及港鐵巴士（新界西北）的安排已分別於2009年10月1日及2019年1月2日起被包括在內）。